# Hamza Hamzaoğlu
Hamza Hamzaoğlu (nacido el 1 de enero de 1970 en Komotini, Grecia) es un exfutbolista y entrenador turco. Actualmente es asistente técnico de Fatih Terim en el Al-Shabab Club de la Liga Profesional Saudí.

## Carrera como jugador
Hamzaoğlu comenzó su carrera como futbolista en las filas del İzmirspor en 1988. En 1995, fichó por el Galatasaray, equipo del que sería capitán y con el que ganaría dos Süper Lig, una Copa de Turquía y una Supercopa de Turquía. Dejó el club después de 4 años y para recalar en el İstanbulspor A.Ş.. Después pasó por varios equipos y se retiró en el Beylerbeyi en 2004.
Selección nacional
Fue una vez internacional a nivel absoluto con Turquía, y también jugó 9 partidos con el combinado sub-21.

## Carrera como entrenador
Hamzaoğlu se inició como entrenador en el banquillo del Malatyaspor en 2008. Al año siguiente se incorporó al Eyüpspor, y luego se fue al Denizlispor un año después. En 2011, firmó como técnico del Akhisar Belediyespor, con el que logró el ascenso a la Superliga. Hamza dejó el club al concluir la siguiente temporada para convertirse en asistente de la selección turca.
El 1 de diciembre de 2014, fue confirmado como nuevo técnico del Galatasaray hasta final de temporada. Se hizo cargo del equipo cuando ocupaba la 3ª posición en la Superliga turca, y logró ganar el doblete: Süper Lig y Copa de Turquía. El 18 de noviembre de 2015, se desvinculó del club "de mutuo acuerdo" con la entidad, dejando al equipo como 3º clasificado en la Liga otomana y en su grupo de la Champions League.

## Clubes

### Como jugador
| Club              | País    | Año       | Partidos | Goles |
| ----------------- | ------- | --------- | -------- | ----- |
| İzmirspor         | Turquía | 1988-1991 | 34       | 0     |
| Galatasaray SK    | Turquía | 1991-1995 | 104      | 12    |
| İstanbulspor A.Ş. | Turquía | 1995-1999 | 125      | 19    |
| Siirtspor         | Turquía | 1999-2001 | 60       | 4     |
| Yozgatspor        | Turquía | 2001-2002 | 24       | 2     |
| Konyaspor         | Turquía | 2002-2003 | 34       | 10    |
| Beylerbeyi        | Turquía | 2003-2004 | 31       | 6     |

### Como entrenador
| Club                             | País    | Año       |
| -------------------------------- | ------- | --------- |
| Malatyaspor                      | Turquía | 2008-2009 |
| Eyüpspor                         | Turquía | 2009-2010 |
| Denizlispor                      | Turquía | 2010-2011 |
| Akhisar Belediyespor             | Turquía | 2011-2014 |
| Selección de Turquía (asistente) | Turquía | 2013-2014 |
| Galatasaray SK                   | Turquía | 2014-2015 |
| Bursaspor                        | Turquía | 2015-2017 |
| Osmanlıspor FK                   | Turquía | 2017      |
| Antalyaspor                      | Turquía | 2018      |
| BB Erzurumspor                   | Turquía | 2019      |
| Gençlerbirliği SK                | Turquía | 2019 -    |